# 魔女的贖罪
《魔女的贖罪》是日本AliceSoft公司在2004年4月16日發售的凌辱系冒險類型成人遊戲。

## 遊戲劇情
遊戲劇情發生在一個虛構的特諾利斯特國，當時該國國内流行一場大瘟疫，導致人民大量死亡。人們認爲是主管禱告的祭司們怠忽職守，導致上帝懲罰人類。司祭們爲了平息衆怒，想出了一個贖罪儀式，就是把所謂的魔女-通常是年輕貌美的美少女-在衆目睽睽之下作出各種各樣的淫亂動作，從而來打消人們的疑慮。

## 遊戲過程
女主角不幸被認爲是魔女，因此必須奔走各地，在各地民衆面前進行淫穢的行爲，從而來換取人們的信賴。但是如果在同一地區進行同樣的淫穢行爲，反而會使人們反感。所以遊戲者就要操縱女主角，購買不同的道具，並且在不同地區用不同的道具來進行各種不同的淫穢行爲，從而獲取人們的信賴，得到足夠的點數。但是這種贖罪儀式是有期限的，過了期限還未獲得足夠的點數，女主角就會被丟進火坑焚燒……

## 外部連結
- 遊戲官網 （页面存档备份，存于）（日語）